# 埃及採礦業

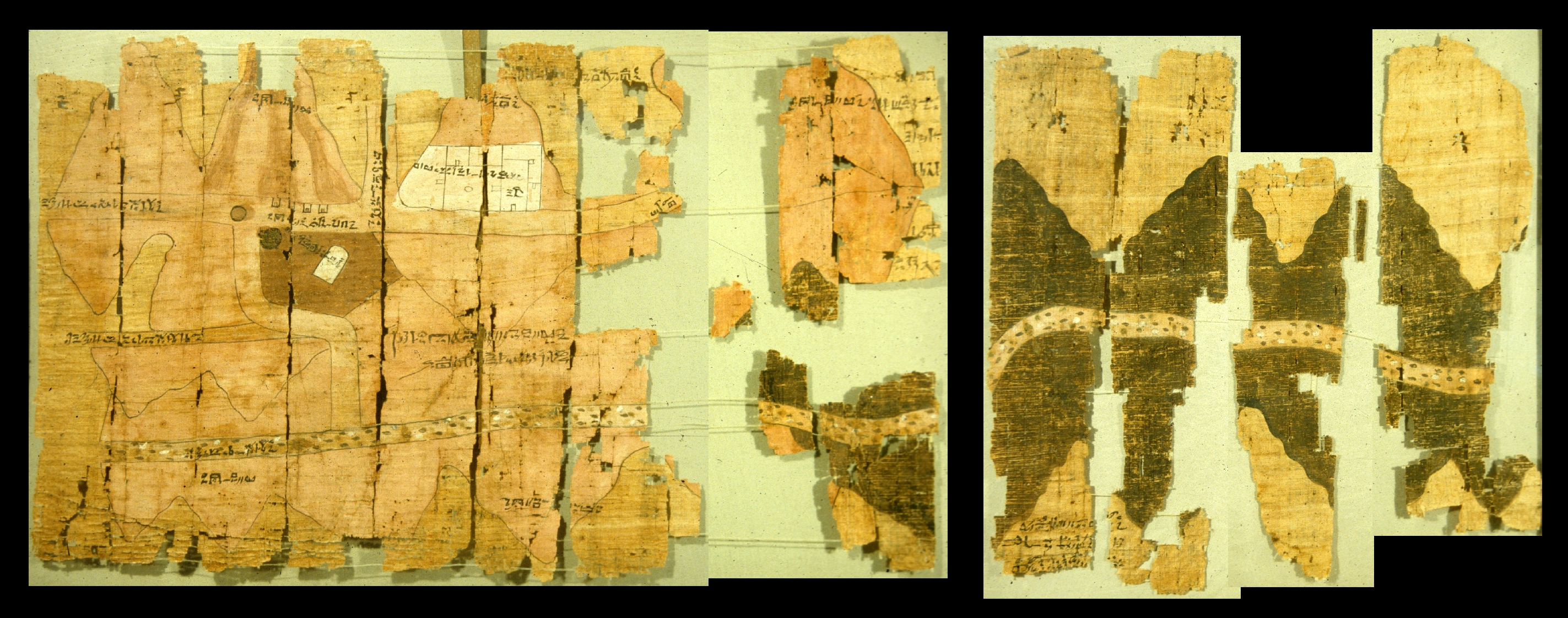
都靈莎草紙採礦地圖描繪在Wadi Hammamat裡金礦的位置，被認為是最古老的地圖

埃及的採礦業歷史非常悠久。埃及擁有大量的礦產資源，其中包括4800萬噸的鉭（世界第4多）、5000萬噸的煤和東部沙漠下670萬盎司的金，部分地區還有油田。這些礦產資源價值總和在1986年時約£E1.02億元（1870萬美元），與1981年的£E6000萬（1100美元）相差甚遠。主要出口的礦物為鐵礦石、磷酸鹽和鹽，根據1986年的資料，三者生產總值分別為2,048、1,310及1,233噸，與1981年的2,139、691及883噸有明顯的變化。此外，少量的石棉（313噸）和石英（19噸）資源於1986年正式開採，而西奈半島則被認為沉積著鋅、錫、鉛與銅。私人企業的探索和開採活動通常是有限的，但2009年，總部設在澳大利亞的Centamin Egypt礦產探勘有限公司對金礦歐蘇克（Alsukari）進行大規模開採，且有不錯的收穫。

古埃及礦工們崇拜哈索爾，認為她是「綠松石之神」，並相信能保佑他們

## 歷史
上埃及的黃金開採歷史可追溯到前王朝時期，而世界上已知最古老的地圖則可以追溯到正值新王國時期的前1160年左右，其描繪東部沙漠中瓦迪 哈瑪瑪特（Wadi Hammamat）裡金礦的位置。
從金字塔的建造可以得知，埃及開採花崗岩及石灰石的技術在當時可說相當進步。大理石、漢白玉和閃長岩被用於製作神像，玄武岩則製作石棺。開採寶石與半寶石的工作是相當廣泛的，其中包括綠寶石、綠柱石、紫晶、青金石和孔雀石。哈索爾是礦工守護神，我們可以在古埃及遺留下來的許多採石場遺跡中發現她的神廟、雕像或銘文，其中有兩個規模較大，一個為提姆那山谷（Timna valley）裡的銅礦旁有塞提二世下令建造的神廟；另一個是坐落在西奈半島的Serabit el-Khadim綠松石礦旁。
全世界已知最古老的綠柱石礦位在東部沙漠的索菲亞地區，從托勒密王國時期起開採，並在羅馬帝國和拜占庭帝國的統治下達到巔峰。其他類似的綠柱石礦也大多是如此。這樣的開採盛景一直持續到16世紀，當時西班牙帝國在哥倫比亞發現品質優良的祖母綠礦。

## 外部連結
- （英文）認識古埃及的採礦業